# 岡本頼氏
岡本 頼氏（おかもと よりうじ）は、戦国時代から江戸時代初期にかけての武将。相良氏の家臣。

## 略歴
先祖は菊池氏で、球磨郡永里の地頭職にあったことから永里氏を称した後、相良前続の頃、先祖が原田岩本に水田一町を賜って以後、岩本氏を名乗った。
天文6年（1537年）、岩本隆吉の子として誕生。頼氏は深水姓を賜り深水主馬と称したが、その後に岡本の領主であったことから岡本姓を名乗った。槍の名手で武勇に長け、歌道にも通じていたという。
弘治元年（1555年）の初陣から大小19の戦いに出陣、傷を被ること31ヶ所、相良氏の主要な合戦の大半に出陣して武名を挙げた。特に永禄11年（1568年）の島津氏との戦いでは菱刈氏と共に大口城を死守し、敵将の川上久朗を討ち取るという大功を挙げている。相良氏が島津氏の配下になると菱刈源兵衛隆豊、内田伝右衛門と共に島津義弘に所望され、島津軍と共に大友氏攻めに出陣し、功を挙げている。69歳のときに剃髪した。
慶長11年（1606年）、病没。